# Maximus Festival
Maximus Festival es un festival de Heavy Metal en sus distintos subgéneros que se lleva a cabo en Argentina y Brasil.

## Historia

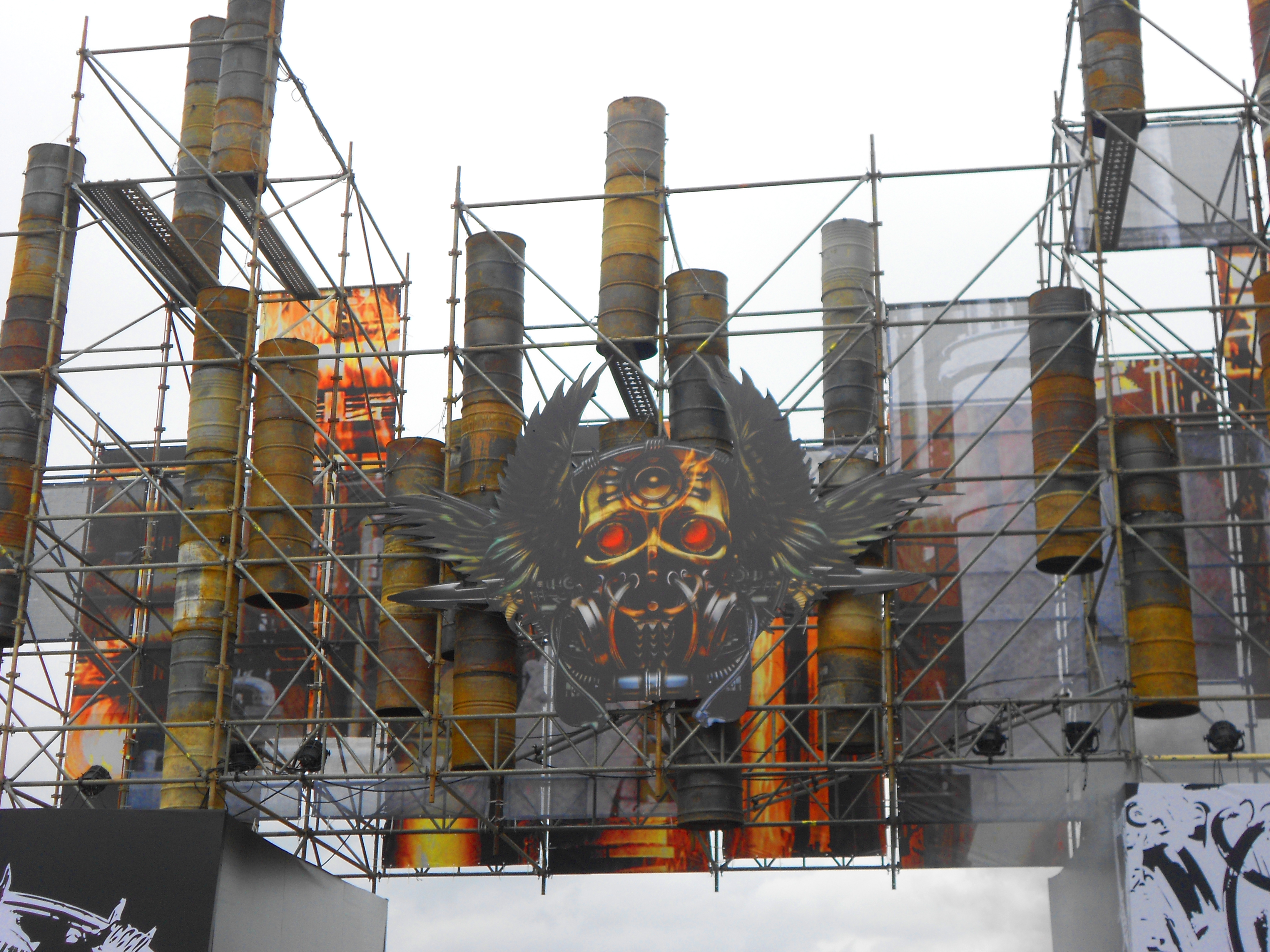
Entrada

La primera edición del Maximus Festival se realizó en 2016 en el Autódromo José Carlos Pace y el Parque de la Ciudad el 7 y 10 de septiembre.
Siguiendo la tradición de los grandes festivales como Wacken Open Air y Hellfest, Move Concerts y las 2.500 personas que trabajaron en la organización de la primera edición del Maximus Festival apostaron sus fichas a la calidad y la construcción detallada y cuidadosa del evento para convertirse en el "hermano" sudamericano de estos potentes festivales; el mejor festival de Hard Rock en Sudamérica, con colores y esencia latina. 
12 horas de música, 11 bandas internacionales y cuatro nacionales que se turnan en tres escenarios: Maximus, Rockatansky y Thunder Dome. Además de disfrutar de las opciones de entretenimiento, comida y diversión.

## Ediciones

### 2016
7 de septiembre: Autódromo José Carlos Pace
10 de septiembre: Parque de la Ciudad
| Escenario Maximus | Escenario Rockatansky   |
| ----------------- | ----------------------- |
| Rammstein         | Marilyn Manson          |
| Disturbed         | Bullet For My Valentine |
| Halestorm         | Black Stone Cherry      |
| Hellyeah          | Shinedown               |
| Hollywood Undead  | Steve 'N' Seagulls      |

Escenario Thunder Dome
Argentina: RavenEye, Asspera, Bloodparade, Solar y Arsenica
Brasil: RavenEye, Dr. Pheabes, Project 46, Far From Alaska, Wisdom y Ego Kill Talent

### 2017
6 de mayo: Tecnópolis, Argentina.
13 de mayo: Autódromo José Carlos Pace, Brasil.
| Escenario Maximus | Escenario Rockatansky     | Escenario Thunder Dome Argentina | Escenario Thunder Dome Brasil |
| ----------------- | ------------------------- | -------------------------------- | ----------------------------- |
| Linkin Park       | Prophets of Rage          | Helker                           | Rise Against                  |
| Slayer            | Five Finger Death Punch   | Melian                           | Pennywise                     |
| Rob Zombie        | Ghost                     | Misson                           | The Flatliners                |
| Böhse Onkelz      | Hatebreed                 | Insobrio                         | Dead Fish                     |
| Red Fang          | Asspera (Arg)/Oitao (Bra) | El Buen Salvaje                  | Nem Liminha Ouviu             |